# Carlos Torre Repetto
Carlos Jesús Torre Repetto (Mèrida, Yucatán, Mèxic, 29 de novembre de 1904 - Mèrida, 19 de març de 1978) va ser un Gran Maestre Internacional d'escacs mexicà.

## Biografia

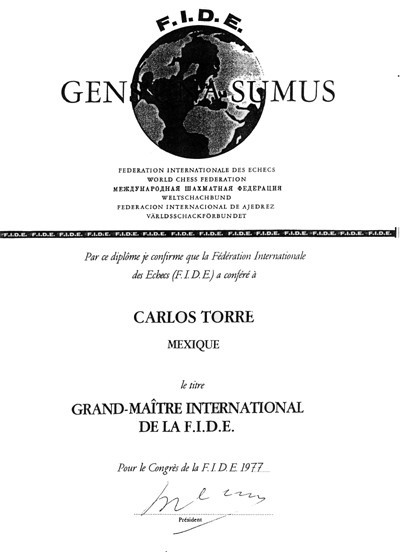
Títol de Gran Mestre internacional atorgat a Carlos Torre Repetto el 1977.

Als sis anys, va aprendre els moviments de les peces. El 1915, la seva família es va mudar a Nova Orleans a l'estat de Louisiana als Estats Units). Allà, es va convertir en deixeble d'I.Z. Adams, un conegut escaquista, llavors vicepresident del New Orleans Chess, Checkers and Whist Club. Durant els anys 1925-1926, va ser convidat a participar en diversos torneigs internacionals: Baden-Baden, 1925 (desè lloc); Marienbad, 1925 (tercer lloc); Moscou 1925 (sisè lloc, el campió fou Efim Bogoljubow); i Chicago, 1926 (segon lloc). Aquest mateix any, guanya el campionat de Mèxic. A l'octubre de 1926, va patir una crisi nerviosa, per la qual cosa es va veure obligat a retirar-se dels escacs per a tota la vida. La Federació Internacional d'Escacs (FIDE) li va atorgar el 1977 el títol de Gran Maestre Internacional un any abans de la seva mort.
Torre Repetto va tenir una carrera escaquista molt curta: amb tan sols 21 anys es va retirar dels torneigs internacionals, quan molts experts pensaven que hauria pogut aspirar al ceptre mundial.
A l'època de Carlos Torre no existia un mètode fiable per mesurar la força relativa d'un jugador d'escacs. Si es calcula un Elo retroactiu s'arriba a la xifra de 2560, similar al de Spielmann i Tartakower, lleugerament superior al de Réti i Grünfeld i per sota dels tres campions mundials de l'època: Emanuel Lasker, José Raúl Capablanca i Alexandre Alekhine.
Els resultats obtinguts per Torre contra aquests tres grans van ser d'una partida guanyada i dues taules: va vèncer a Emanuel Lasker, va obtenir un ràpid empat contra Alekhine i, després d'una difícil defensa en un final amb inferior possibilitat, va aconseguir també les taules amb Capablanca. El seu percentatge enfront dels mestres de força similar als «tres grans» va ser de 67%. Això era una característica de Torre: obtenia els seus millors resultats com més forts eren els seus rivals i en repetides ocasions dequeia contra els més febles. A tota partida, va destacar sempre el seu estil de joc posicional, amb gran habilitat tàctica.
Carlos Torre va escriure la monografia anomenada El desenvolupament de l'habilitat en escacs, que es va publicar per primera vegada en idioma rus. D'allí s'obté una de les seves frases més conegudes: «El desenvolupament de la nostra habilitat no consisteix que arribem a ser coneixedors de les obertures i destres en els finals, perquè no hi ha desenvolupament sense harmonia… Hem d'obstinar-nos principalment a jugar totes les fases de la partida igualment de bé; això és, jugar als escacs».
La figura escaquista que més va influir en ell va ser la d'Emanuel Lasker. En referir-se a Lasker, Capablanca i Alekhine, Torre mantenia gran respecte i reconeixement per tots ells, encara que és perceptible la tendència a una admiració major per Lasker.

## Torre, sobre els tres grans de la seva època

### Alekhine
En referir-se al mestre rus, va opinar: «Era el millor calculant variants; cap altre campió se li podia igualar en profunditat de càlcul. Tenia una enorme capacitat de treball i una memòria prodigiosa». Quan el va conèixer, Alekhine era un ferri combatent i encara no tenia problemes amb l'alcohol.

### Capablanca
«Tinc la impressió que jugava amb vista al final; veia, o sentia, què calia fer en qualsevol posició», va dir en referir-se a la "meravella cubana", opinió que altres mestres van compartir i comparteixen.

### Lasker
Sobre Lasker, va dir que «era un jugador tant pràctic com a racional al mateix temps. El seu estil era més semblant al de Capablanca que al d'Alekhine. Era pràctic i, alhora, finament intuïtiu, la qual cosa li permetia estalviar temps i energia i li facilitava jugar ràpid, i així, va romandre a un primeríssim nivell a edat molt avançada».

## Llegat
Se li reconeix com a inventor d'una obertura, coneguda com a Atac Torre, molt popular entre alguns escaquistes. Es caracteritza pels moviments: 1.d4 Cf6 2.Cf3 e6 3.Ag5 ó 1.d4 Cf6 2.Cf3 d5 3.Ag5. Tigran Petrossian, el novè campió mundial, va ser especialista en aquesta obertura. També Carlos Torre va introduir a la teoria dels escacs l'anomenada "defensa Mexicana», que va utilitzar, entre d'altres, a la partida contra Fritz Sämisch a Baden-Baden (Alemanya) el 1925, que consisteix bàsicament en els moviments: 1.d4 Cf6 2.c4 Cc6!?

### Llibres publicats
Carlos Torre va escriure un assaig d'escacs al març de 1926, que va ser publicat originalment en idioma rus amb el títol de Kak Formiruyetsya Shakhmatist per l'editorial Krolenko Publishing House a Leningrad. En anglès es va publicar sota el títol Development of Chess Ability a Nova York, 1926. Aquest assaig va ser la base d'un petit llibre publicat també per Torre sota el títol Desarrollo de la habilidad en el ajedrez a Buenos Aires, 1944. No obstant això, és en un altre dels seus llibres, el titulat El Torneo de Ajedrez para el Campeonato de la República Mexicana, que es va publicar a principis de 1928, on Torre el pedagog brilla en tota la seva esplendor.

### Partides famoses
- La partida contra el nord-americà Adams (potser va ser una partida d'anàlisi).
- Carlos Torre Repetto vs. Frederick Yates, segons Torre la millor.
- L'empat forçat davant el campió mundial cubà Capablanca.
- El ràpid i simple empat contra el futur campió mundial rus Alekhine.
- La seva victòria enfront de l'ex campió mundial alemany Emanuel Lasker, en la qual aplica la tàctica del "molí" o "llançadora". Aquesta és potser la més famosa de les seves partides.

#### El molí
|   | a | b | c | d | e | f | g | h |   |
| 8 | a8 negres torre · e8 negres torre · f8 negres cavall · g8 negres rei · a7 negres peó · b7 negres alfil · f7 negres peó · g7 negres peó · d6 negres peó · e6 negres peó · h6 negres peó · b5 negres dama · g5 blanques alfil · h5 blanques dama · b4 blanques peó · d4 blanques peó · e3 blanques cavall · g3 blanques torre · a2 blanques peó · f2 blanques peó · g2 blanques peó · h2 blanques peó · e1 blanques torre · g1 blanques rei | a8 negres torre · e8 negres torre · f8 negres cavall · g8 negres rei · a7 negres peó · b7 negres alfil · f7 negres peó · g7 negres peó · d6 negres peó · e6 negres peó · h6 negres peó · b5 negres dama · g5 blanques alfil · h5 blanques dama · b4 blanques peó · d4 blanques peó · e3 blanques cavall · g3 blanques torre · a2 blanques peó · f2 blanques peó · g2 blanques peó · h2 blanques peó · e1 blanques torre · g1 blanques rei | a8 negres torre · e8 negres torre · f8 negres cavall · g8 negres rei · a7 negres peó · b7 negres alfil · f7 negres peó · g7 negres peó · d6 negres peó · e6 negres peó · h6 negres peó · b5 negres dama · g5 blanques alfil · h5 blanques dama · b4 blanques peó · d4 blanques peó · e3 blanques cavall · g3 blanques torre · a2 blanques peó · f2 blanques peó · g2 blanques peó · h2 blanques peó · e1 blanques torre · g1 blanques rei | a8 negres torre · e8 negres torre · f8 negres cavall · g8 negres rei · a7 negres peó · b7 negres alfil · f7 negres peó · g7 negres peó · d6 negres peó · e6 negres peó · h6 negres peó · b5 negres dama · g5 blanques alfil · h5 blanques dama · b4 blanques peó · d4 blanques peó · e3 blanques cavall · g3 blanques torre · a2 blanques peó · f2 blanques peó · g2 blanques peó · h2 blanques peó · e1 blanques torre · g1 blanques rei | a8 negres torre · e8 negres torre · f8 negres cavall · g8 negres rei · a7 negres peó · b7 negres alfil · f7 negres peó · g7 negres peó · d6 negres peó · e6 negres peó · h6 negres peó · b5 negres dama · g5 blanques alfil · h5 blanques dama · b4 blanques peó · d4 blanques peó · e3 blanques cavall · g3 blanques torre · a2 blanques peó · f2 blanques peó · g2 blanques peó · h2 blanques peó · e1 blanques torre · g1 blanques rei | a8 negres torre · e8 negres torre · f8 negres cavall · g8 negres rei · a7 negres peó · b7 negres alfil · f7 negres peó · g7 negres peó · d6 negres peó · e6 negres peó · h6 negres peó · b5 negres dama · g5 blanques alfil · h5 blanques dama · b4 blanques peó · d4 blanques peó · e3 blanques cavall · g3 blanques torre · a2 blanques peó · f2 blanques peó · g2 blanques peó · h2 blanques peó · e1 blanques torre · g1 blanques rei | a8 negres torre · e8 negres torre · f8 negres cavall · g8 negres rei · a7 negres peó · b7 negres alfil · f7 negres peó · g7 negres peó · d6 negres peó · e6 negres peó · h6 negres peó · b5 negres dama · g5 blanques alfil · h5 blanques dama · b4 blanques peó · d4 blanques peó · e3 blanques cavall · g3 blanques torre · a2 blanques peó · f2 blanques peó · g2 blanques peó · h2 blanques peó · e1 blanques torre · g1 blanques rei | a8 negres torre · e8 negres torre · f8 negres cavall · g8 negres rei · a7 negres peó · b7 negres alfil · f7 negres peó · g7 negres peó · d6 negres peó · e6 negres peó · h6 negres peó · b5 negres dama · g5 blanques alfil · h5 blanques dama · b4 blanques peó · d4 blanques peó · e3 blanques cavall · g3 blanques torre · a2 blanques peó · f2 blanques peó · g2 blanques peó · h2 blanques peó · e1 blanques torre · g1 blanques rei | 8 |
| 7 | a8 negres torre · e8 negres torre · f8 negres cavall · g8 negres rei · a7 negres peó · b7 negres alfil · f7 negres peó · g7 negres peó · d6 negres peó · e6 negres peó · h6 negres peó · b5 negres dama · g5 blanques alfil · h5 blanques dama · b4 blanques peó · d4 blanques peó · e3 blanques cavall · g3 blanques torre · a2 blanques peó · f2 blanques peó · g2 blanques peó · h2 blanques peó · e1 blanques torre · g1 blanques rei | a8 negres torre · e8 negres torre · f8 negres cavall · g8 negres rei · a7 negres peó · b7 negres alfil · f7 negres peó · g7 negres peó · d6 negres peó · e6 negres peó · h6 negres peó · b5 negres dama · g5 blanques alfil · h5 blanques dama · b4 blanques peó · d4 blanques peó · e3 blanques cavall · g3 blanques torre · a2 blanques peó · f2 blanques peó · g2 blanques peó · h2 blanques peó · e1 blanques torre · g1 blanques rei | a8 negres torre · e8 negres torre · f8 negres cavall · g8 negres rei · a7 negres peó · b7 negres alfil · f7 negres peó · g7 negres peó · d6 negres peó · e6 negres peó · h6 negres peó · b5 negres dama · g5 blanques alfil · h5 blanques dama · b4 blanques peó · d4 blanques peó · e3 blanques cavall · g3 blanques torre · a2 blanques peó · f2 blanques peó · g2 blanques peó · h2 blanques peó · e1 blanques torre · g1 blanques rei | a8 negres torre · e8 negres torre · f8 negres cavall · g8 negres rei · a7 negres peó · b7 negres alfil · f7 negres peó · g7 negres peó · d6 negres peó · e6 negres peó · h6 negres peó · b5 negres dama · g5 blanques alfil · h5 blanques dama · b4 blanques peó · d4 blanques peó · e3 blanques cavall · g3 blanques torre · a2 blanques peó · f2 blanques peó · g2 blanques peó · h2 blanques peó · e1 blanques torre · g1 blanques rei | a8 negres torre · e8 negres torre · f8 negres cavall · g8 negres rei · a7 negres peó · b7 negres alfil · f7 negres peó · g7 negres peó · d6 negres peó · e6 negres peó · h6 negres peó · b5 negres dama · g5 blanques alfil · h5 blanques dama · b4 blanques peó · d4 blanques peó · e3 blanques cavall · g3 blanques torre · a2 blanques peó · f2 blanques peó · g2 blanques peó · h2 blanques peó · e1 blanques torre · g1 blanques rei | a8 negres torre · e8 negres torre · f8 negres cavall · g8 negres rei · a7 negres peó · b7 negres alfil · f7 negres peó · g7 negres peó · d6 negres peó · e6 negres peó · h6 negres peó · b5 negres dama · g5 blanques alfil · h5 blanques dama · b4 blanques peó · d4 blanques peó · e3 blanques cavall · g3 blanques torre · a2 blanques peó · f2 blanques peó · g2 blanques peó · h2 blanques peó · e1 blanques torre · g1 blanques rei | a8 negres torre · e8 negres torre · f8 negres cavall · g8 negres rei · a7 negres peó · b7 negres alfil · f7 negres peó · g7 negres peó · d6 negres peó · e6 negres peó · h6 negres peó · b5 negres dama · g5 blanques alfil · h5 blanques dama · b4 blanques peó · d4 blanques peó · e3 blanques cavall · g3 blanques torre · a2 blanques peó · f2 blanques peó · g2 blanques peó · h2 blanques peó · e1 blanques torre · g1 blanques rei | a8 negres torre · e8 negres torre · f8 negres cavall · g8 negres rei · a7 negres peó · b7 negres alfil · f7 negres peó · g7 negres peó · d6 negres peó · e6 negres peó · h6 negres peó · b5 negres dama · g5 blanques alfil · h5 blanques dama · b4 blanques peó · d4 blanques peó · e3 blanques cavall · g3 blanques torre · a2 blanques peó · f2 blanques peó · g2 blanques peó · h2 blanques peó · e1 blanques torre · g1 blanques rei | 7 |
| 6 | a8 negres torre · e8 negres torre · f8 negres cavall · g8 negres rei · a7 negres peó · b7 negres alfil · f7 negres peó · g7 negres peó · d6 negres peó · e6 negres peó · h6 negres peó · b5 negres dama · g5 blanques alfil · h5 blanques dama · b4 blanques peó · d4 blanques peó · e3 blanques cavall · g3 blanques torre · a2 blanques peó · f2 blanques peó · g2 blanques peó · h2 blanques peó · e1 blanques torre · g1 blanques rei | a8 negres torre · e8 negres torre · f8 negres cavall · g8 negres rei · a7 negres peó · b7 negres alfil · f7 negres peó · g7 negres peó · d6 negres peó · e6 negres peó · h6 negres peó · b5 negres dama · g5 blanques alfil · h5 blanques dama · b4 blanques peó · d4 blanques peó · e3 blanques cavall · g3 blanques torre · a2 blanques peó · f2 blanques peó · g2 blanques peó · h2 blanques peó · e1 blanques torre · g1 blanques rei | a8 negres torre · e8 negres torre · f8 negres cavall · g8 negres rei · a7 negres peó · b7 negres alfil · f7 negres peó · g7 negres peó · d6 negres peó · e6 negres peó · h6 negres peó · b5 negres dama · g5 blanques alfil · h5 blanques dama · b4 blanques peó · d4 blanques peó · e3 blanques cavall · g3 blanques torre · a2 blanques peó · f2 blanques peó · g2 blanques peó · h2 blanques peó · e1 blanques torre · g1 blanques rei | a8 negres torre · e8 negres torre · f8 negres cavall · g8 negres rei · a7 negres peó · b7 negres alfil · f7 negres peó · g7 negres peó · d6 negres peó · e6 negres peó · h6 negres peó · b5 negres dama · g5 blanques alfil · h5 blanques dama · b4 blanques peó · d4 blanques peó · e3 blanques cavall · g3 blanques torre · a2 blanques peó · f2 blanques peó · g2 blanques peó · h2 blanques peó · e1 blanques torre · g1 blanques rei | a8 negres torre · e8 negres torre · f8 negres cavall · g8 negres rei · a7 negres peó · b7 negres alfil · f7 negres peó · g7 negres peó · d6 negres peó · e6 negres peó · h6 negres peó · b5 negres dama · g5 blanques alfil · h5 blanques dama · b4 blanques peó · d4 blanques peó · e3 blanques cavall · g3 blanques torre · a2 blanques peó · f2 blanques peó · g2 blanques peó · h2 blanques peó · e1 blanques torre · g1 blanques rei | a8 negres torre · e8 negres torre · f8 negres cavall · g8 negres rei · a7 negres peó · b7 negres alfil · f7 negres peó · g7 negres peó · d6 negres peó · e6 negres peó · h6 negres peó · b5 negres dama · g5 blanques alfil · h5 blanques dama · b4 blanques peó · d4 blanques peó · e3 blanques cavall · g3 blanques torre · a2 blanques peó · f2 blanques peó · g2 blanques peó · h2 blanques peó · e1 blanques torre · g1 blanques rei | a8 negres torre · e8 negres torre · f8 negres cavall · g8 negres rei · a7 negres peó · b7 negres alfil · f7 negres peó · g7 negres peó · d6 negres peó · e6 negres peó · h6 negres peó · b5 negres dama · g5 blanques alfil · h5 blanques dama · b4 blanques peó · d4 blanques peó · e3 blanques cavall · g3 blanques torre · a2 blanques peó · f2 blanques peó · g2 blanques peó · h2 blanques peó · e1 blanques torre · g1 blanques rei | a8 negres torre · e8 negres torre · f8 negres cavall · g8 negres rei · a7 negres peó · b7 negres alfil · f7 negres peó · g7 negres peó · d6 negres peó · e6 negres peó · h6 negres peó · b5 negres dama · g5 blanques alfil · h5 blanques dama · b4 blanques peó · d4 blanques peó · e3 blanques cavall · g3 blanques torre · a2 blanques peó · f2 blanques peó · g2 blanques peó · h2 blanques peó · e1 blanques torre · g1 blanques rei | 6 |
| 5 | a8 negres torre · e8 negres torre · f8 negres cavall · g8 negres rei · a7 negres peó · b7 negres alfil · f7 negres peó · g7 negres peó · d6 negres peó · e6 negres peó · h6 negres peó · b5 negres dama · g5 blanques alfil · h5 blanques dama · b4 blanques peó · d4 blanques peó · e3 blanques cavall · g3 blanques torre · a2 blanques peó · f2 blanques peó · g2 blanques peó · h2 blanques peó · e1 blanques torre · g1 blanques rei | a8 negres torre · e8 negres torre · f8 negres cavall · g8 negres rei · a7 negres peó · b7 negres alfil · f7 negres peó · g7 negres peó · d6 negres peó · e6 negres peó · h6 negres peó · b5 negres dama · g5 blanques alfil · h5 blanques dama · b4 blanques peó · d4 blanques peó · e3 blanques cavall · g3 blanques torre · a2 blanques peó · f2 blanques peó · g2 blanques peó · h2 blanques peó · e1 blanques torre · g1 blanques rei | a8 negres torre · e8 negres torre · f8 negres cavall · g8 negres rei · a7 negres peó · b7 negres alfil · f7 negres peó · g7 negres peó · d6 negres peó · e6 negres peó · h6 negres peó · b5 negres dama · g5 blanques alfil · h5 blanques dama · b4 blanques peó · d4 blanques peó · e3 blanques cavall · g3 blanques torre · a2 blanques peó · f2 blanques peó · g2 blanques peó · h2 blanques peó · e1 blanques torre · g1 blanques rei | a8 negres torre · e8 negres torre · f8 negres cavall · g8 negres rei · a7 negres peó · b7 negres alfil · f7 negres peó · g7 negres peó · d6 negres peó · e6 negres peó · h6 negres peó · b5 negres dama · g5 blanques alfil · h5 blanques dama · b4 blanques peó · d4 blanques peó · e3 blanques cavall · g3 blanques torre · a2 blanques peó · f2 blanques peó · g2 blanques peó · h2 blanques peó · e1 blanques torre · g1 blanques rei | a8 negres torre · e8 negres torre · f8 negres cavall · g8 negres rei · a7 negres peó · b7 negres alfil · f7 negres peó · g7 negres peó · d6 negres peó · e6 negres peó · h6 negres peó · b5 negres dama · g5 blanques alfil · h5 blanques dama · b4 blanques peó · d4 blanques peó · e3 blanques cavall · g3 blanques torre · a2 blanques peó · f2 blanques peó · g2 blanques peó · h2 blanques peó · e1 blanques torre · g1 blanques rei | a8 negres torre · e8 negres torre · f8 negres cavall · g8 negres rei · a7 negres peó · b7 negres alfil · f7 negres peó · g7 negres peó · d6 negres peó · e6 negres peó · h6 negres peó · b5 negres dama · g5 blanques alfil · h5 blanques dama · b4 blanques peó · d4 blanques peó · e3 blanques cavall · g3 blanques torre · a2 blanques peó · f2 blanques peó · g2 blanques peó · h2 blanques peó · e1 blanques torre · g1 blanques rei | a8 negres torre · e8 negres torre · f8 negres cavall · g8 negres rei · a7 negres peó · b7 negres alfil · f7 negres peó · g7 negres peó · d6 negres peó · e6 negres peó · h6 negres peó · b5 negres dama · g5 blanques alfil · h5 blanques dama · b4 blanques peó · d4 blanques peó · e3 blanques cavall · g3 blanques torre · a2 blanques peó · f2 blanques peó · g2 blanques peó · h2 blanques peó · e1 blanques torre · g1 blanques rei | a8 negres torre · e8 negres torre · f8 negres cavall · g8 negres rei · a7 negres peó · b7 negres alfil · f7 negres peó · g7 negres peó · d6 negres peó · e6 negres peó · h6 negres peó · b5 negres dama · g5 blanques alfil · h5 blanques dama · b4 blanques peó · d4 blanques peó · e3 blanques cavall · g3 blanques torre · a2 blanques peó · f2 blanques peó · g2 blanques peó · h2 blanques peó · e1 blanques torre · g1 blanques rei | 5 |
| 4 | a8 negres torre · e8 negres torre · f8 negres cavall · g8 negres rei · a7 negres peó · b7 negres alfil · f7 negres peó · g7 negres peó · d6 negres peó · e6 negres peó · h6 negres peó · b5 negres dama · g5 blanques alfil · h5 blanques dama · b4 blanques peó · d4 blanques peó · e3 blanques cavall · g3 blanques torre · a2 blanques peó · f2 blanques peó · g2 blanques peó · h2 blanques peó · e1 blanques torre · g1 blanques rei | a8 negres torre · e8 negres torre · f8 negres cavall · g8 negres rei · a7 negres peó · b7 negres alfil · f7 negres peó · g7 negres peó · d6 negres peó · e6 negres peó · h6 negres peó · b5 negres dama · g5 blanques alfil · h5 blanques dama · b4 blanques peó · d4 blanques peó · e3 blanques cavall · g3 blanques torre · a2 blanques peó · f2 blanques peó · g2 blanques peó · h2 blanques peó · e1 blanques torre · g1 blanques rei | a8 negres torre · e8 negres torre · f8 negres cavall · g8 negres rei · a7 negres peó · b7 negres alfil · f7 negres peó · g7 negres peó · d6 negres peó · e6 negres peó · h6 negres peó · b5 negres dama · g5 blanques alfil · h5 blanques dama · b4 blanques peó · d4 blanques peó · e3 blanques cavall · g3 blanques torre · a2 blanques peó · f2 blanques peó · g2 blanques peó · h2 blanques peó · e1 blanques torre · g1 blanques rei | a8 negres torre · e8 negres torre · f8 negres cavall · g8 negres rei · a7 negres peó · b7 negres alfil · f7 negres peó · g7 negres peó · d6 negres peó · e6 negres peó · h6 negres peó · b5 negres dama · g5 blanques alfil · h5 blanques dama · b4 blanques peó · d4 blanques peó · e3 blanques cavall · g3 blanques torre · a2 blanques peó · f2 blanques peó · g2 blanques peó · h2 blanques peó · e1 blanques torre · g1 blanques rei | a8 negres torre · e8 negres torre · f8 negres cavall · g8 negres rei · a7 negres peó · b7 negres alfil · f7 negres peó · g7 negres peó · d6 negres peó · e6 negres peó · h6 negres peó · b5 negres dama · g5 blanques alfil · h5 blanques dama · b4 blanques peó · d4 blanques peó · e3 blanques cavall · g3 blanques torre · a2 blanques peó · f2 blanques peó · g2 blanques peó · h2 blanques peó · e1 blanques torre · g1 blanques rei | a8 negres torre · e8 negres torre · f8 negres cavall · g8 negres rei · a7 negres peó · b7 negres alfil · f7 negres peó · g7 negres peó · d6 negres peó · e6 negres peó · h6 negres peó · b5 negres dama · g5 blanques alfil · h5 blanques dama · b4 blanques peó · d4 blanques peó · e3 blanques cavall · g3 blanques torre · a2 blanques peó · f2 blanques peó · g2 blanques peó · h2 blanques peó · e1 blanques torre · g1 blanques rei | a8 negres torre · e8 negres torre · f8 negres cavall · g8 negres rei · a7 negres peó · b7 negres alfil · f7 negres peó · g7 negres peó · d6 negres peó · e6 negres peó · h6 negres peó · b5 negres dama · g5 blanques alfil · h5 blanques dama · b4 blanques peó · d4 blanques peó · e3 blanques cavall · g3 blanques torre · a2 blanques peó · f2 blanques peó · g2 blanques peó · h2 blanques peó · e1 blanques torre · g1 blanques rei | a8 negres torre · e8 negres torre · f8 negres cavall · g8 negres rei · a7 negres peó · b7 negres alfil · f7 negres peó · g7 negres peó · d6 negres peó · e6 negres peó · h6 negres peó · b5 negres dama · g5 blanques alfil · h5 blanques dama · b4 blanques peó · d4 blanques peó · e3 blanques cavall · g3 blanques torre · a2 blanques peó · f2 blanques peó · g2 blanques peó · h2 blanques peó · e1 blanques torre · g1 blanques rei | 4 |
| 3 | a8 negres torre · e8 negres torre · f8 negres cavall · g8 negres rei · a7 negres peó · b7 negres alfil · f7 negres peó · g7 negres peó · d6 negres peó · e6 negres peó · h6 negres peó · b5 negres dama · g5 blanques alfil · h5 blanques dama · b4 blanques peó · d4 blanques peó · e3 blanques cavall · g3 blanques torre · a2 blanques peó · f2 blanques peó · g2 blanques peó · h2 blanques peó · e1 blanques torre · g1 blanques rei | a8 negres torre · e8 negres torre · f8 negres cavall · g8 negres rei · a7 negres peó · b7 negres alfil · f7 negres peó · g7 negres peó · d6 negres peó · e6 negres peó · h6 negres peó · b5 negres dama · g5 blanques alfil · h5 blanques dama · b4 blanques peó · d4 blanques peó · e3 blanques cavall · g3 blanques torre · a2 blanques peó · f2 blanques peó · g2 blanques peó · h2 blanques peó · e1 blanques torre · g1 blanques rei | a8 negres torre · e8 negres torre · f8 negres cavall · g8 negres rei · a7 negres peó · b7 negres alfil · f7 negres peó · g7 negres peó · d6 negres peó · e6 negres peó · h6 negres peó · b5 negres dama · g5 blanques alfil · h5 blanques dama · b4 blanques peó · d4 blanques peó · e3 blanques cavall · g3 blanques torre · a2 blanques peó · f2 blanques peó · g2 blanques peó · h2 blanques peó · e1 blanques torre · g1 blanques rei | a8 negres torre · e8 negres torre · f8 negres cavall · g8 negres rei · a7 negres peó · b7 negres alfil · f7 negres peó · g7 negres peó · d6 negres peó · e6 negres peó · h6 negres peó · b5 negres dama · g5 blanques alfil · h5 blanques dama · b4 blanques peó · d4 blanques peó · e3 blanques cavall · g3 blanques torre · a2 blanques peó · f2 blanques peó · g2 blanques peó · h2 blanques peó · e1 blanques torre · g1 blanques rei | a8 negres torre · e8 negres torre · f8 negres cavall · g8 negres rei · a7 negres peó · b7 negres alfil · f7 negres peó · g7 negres peó · d6 negres peó · e6 negres peó · h6 negres peó · b5 negres dama · g5 blanques alfil · h5 blanques dama · b4 blanques peó · d4 blanques peó · e3 blanques cavall · g3 blanques torre · a2 blanques peó · f2 blanques peó · g2 blanques peó · h2 blanques peó · e1 blanques torre · g1 blanques rei | a8 negres torre · e8 negres torre · f8 negres cavall · g8 negres rei · a7 negres peó · b7 negres alfil · f7 negres peó · g7 negres peó · d6 negres peó · e6 negres peó · h6 negres peó · b5 negres dama · g5 blanques alfil · h5 blanques dama · b4 blanques peó · d4 blanques peó · e3 blanques cavall · g3 blanques torre · a2 blanques peó · f2 blanques peó · g2 blanques peó · h2 blanques peó · e1 blanques torre · g1 blanques rei | a8 negres torre · e8 negres torre · f8 negres cavall · g8 negres rei · a7 negres peó · b7 negres alfil · f7 negres peó · g7 negres peó · d6 negres peó · e6 negres peó · h6 negres peó · b5 negres dama · g5 blanques alfil · h5 blanques dama · b4 blanques peó · d4 blanques peó · e3 blanques cavall · g3 blanques torre · a2 blanques peó · f2 blanques peó · g2 blanques peó · h2 blanques peó · e1 blanques torre · g1 blanques rei | a8 negres torre · e8 negres torre · f8 negres cavall · g8 negres rei · a7 negres peó · b7 negres alfil · f7 negres peó · g7 negres peó · d6 negres peó · e6 negres peó · h6 negres peó · b5 negres dama · g5 blanques alfil · h5 blanques dama · b4 blanques peó · d4 blanques peó · e3 blanques cavall · g3 blanques torre · a2 blanques peó · f2 blanques peó · g2 blanques peó · h2 blanques peó · e1 blanques torre · g1 blanques rei | 3 |
| 2 | a8 negres torre · e8 negres torre · f8 negres cavall · g8 negres rei · a7 negres peó · b7 negres alfil · f7 negres peó · g7 negres peó · d6 negres peó · e6 negres peó · h6 negres peó · b5 negres dama · g5 blanques alfil · h5 blanques dama · b4 blanques peó · d4 blanques peó · e3 blanques cavall · g3 blanques torre · a2 blanques peó · f2 blanques peó · g2 blanques peó · h2 blanques peó · e1 blanques torre · g1 blanques rei | a8 negres torre · e8 negres torre · f8 negres cavall · g8 negres rei · a7 negres peó · b7 negres alfil · f7 negres peó · g7 negres peó · d6 negres peó · e6 negres peó · h6 negres peó · b5 negres dama · g5 blanques alfil · h5 blanques dama · b4 blanques peó · d4 blanques peó · e3 blanques cavall · g3 blanques torre · a2 blanques peó · f2 blanques peó · g2 blanques peó · h2 blanques peó · e1 blanques torre · g1 blanques rei | a8 negres torre · e8 negres torre · f8 negres cavall · g8 negres rei · a7 negres peó · b7 negres alfil · f7 negres peó · g7 negres peó · d6 negres peó · e6 negres peó · h6 negres peó · b5 negres dama · g5 blanques alfil · h5 blanques dama · b4 blanques peó · d4 blanques peó · e3 blanques cavall · g3 blanques torre · a2 blanques peó · f2 blanques peó · g2 blanques peó · h2 blanques peó · e1 blanques torre · g1 blanques rei | a8 negres torre · e8 negres torre · f8 negres cavall · g8 negres rei · a7 negres peó · b7 negres alfil · f7 negres peó · g7 negres peó · d6 negres peó · e6 negres peó · h6 negres peó · b5 negres dama · g5 blanques alfil · h5 blanques dama · b4 blanques peó · d4 blanques peó · e3 blanques cavall · g3 blanques torre · a2 blanques peó · f2 blanques peó · g2 blanques peó · h2 blanques peó · e1 blanques torre · g1 blanques rei | a8 negres torre · e8 negres torre · f8 negres cavall · g8 negres rei · a7 negres peó · b7 negres alfil · f7 negres peó · g7 negres peó · d6 negres peó · e6 negres peó · h6 negres peó · b5 negres dama · g5 blanques alfil · h5 blanques dama · b4 blanques peó · d4 blanques peó · e3 blanques cavall · g3 blanques torre · a2 blanques peó · f2 blanques peó · g2 blanques peó · h2 blanques peó · e1 blanques torre · g1 blanques rei | a8 negres torre · e8 negres torre · f8 negres cavall · g8 negres rei · a7 negres peó · b7 negres alfil · f7 negres peó · g7 negres peó · d6 negres peó · e6 negres peó · h6 negres peó · b5 negres dama · g5 blanques alfil · h5 blanques dama · b4 blanques peó · d4 blanques peó · e3 blanques cavall · g3 blanques torre · a2 blanques peó · f2 blanques peó · g2 blanques peó · h2 blanques peó · e1 blanques torre · g1 blanques rei | a8 negres torre · e8 negres torre · f8 negres cavall · g8 negres rei · a7 negres peó · b7 negres alfil · f7 negres peó · g7 negres peó · d6 negres peó · e6 negres peó · h6 negres peó · b5 negres dama · g5 blanques alfil · h5 blanques dama · b4 blanques peó · d4 blanques peó · e3 blanques cavall · g3 blanques torre · a2 blanques peó · f2 blanques peó · g2 blanques peó · h2 blanques peó · e1 blanques torre · g1 blanques rei | a8 negres torre · e8 negres torre · f8 negres cavall · g8 negres rei · a7 negres peó · b7 negres alfil · f7 negres peó · g7 negres peó · d6 negres peó · e6 negres peó · h6 negres peó · b5 negres dama · g5 blanques alfil · h5 blanques dama · b4 blanques peó · d4 blanques peó · e3 blanques cavall · g3 blanques torre · a2 blanques peó · f2 blanques peó · g2 blanques peó · h2 blanques peó · e1 blanques torre · g1 blanques rei | 2 |
| 1 | a8 negres torre · e8 negres torre · f8 negres cavall · g8 negres rei · a7 negres peó · b7 negres alfil · f7 negres peó · g7 negres peó · d6 negres peó · e6 negres peó · h6 negres peó · b5 negres dama · g5 blanques alfil · h5 blanques dama · b4 blanques peó · d4 blanques peó · e3 blanques cavall · g3 blanques torre · a2 blanques peó · f2 blanques peó · g2 blanques peó · h2 blanques peó · e1 blanques torre · g1 blanques rei | a8 negres torre · e8 negres torre · f8 negres cavall · g8 negres rei · a7 negres peó · b7 negres alfil · f7 negres peó · g7 negres peó · d6 negres peó · e6 negres peó · h6 negres peó · b5 negres dama · g5 blanques alfil · h5 blanques dama · b4 blanques peó · d4 blanques peó · e3 blanques cavall · g3 blanques torre · a2 blanques peó · f2 blanques peó · g2 blanques peó · h2 blanques peó · e1 blanques torre · g1 blanques rei | a8 negres torre · e8 negres torre · f8 negres cavall · g8 negres rei · a7 negres peó · b7 negres alfil · f7 negres peó · g7 negres peó · d6 negres peó · e6 negres peó · h6 negres peó · b5 negres dama · g5 blanques alfil · h5 blanques dama · b4 blanques peó · d4 blanques peó · e3 blanques cavall · g3 blanques torre · a2 blanques peó · f2 blanques peó · g2 blanques peó · h2 blanques peó · e1 blanques torre · g1 blanques rei | a8 negres torre · e8 negres torre · f8 negres cavall · g8 negres rei · a7 negres peó · b7 negres alfil · f7 negres peó · g7 negres peó · d6 negres peó · e6 negres peó · h6 negres peó · b5 negres dama · g5 blanques alfil · h5 blanques dama · b4 blanques peó · d4 blanques peó · e3 blanques cavall · g3 blanques torre · a2 blanques peó · f2 blanques peó · g2 blanques peó · h2 blanques peó · e1 blanques torre · g1 blanques rei | a8 negres torre · e8 negres torre · f8 negres cavall · g8 negres rei · a7 negres peó · b7 negres alfil · f7 negres peó · g7 negres peó · d6 negres peó · e6 negres peó · h6 negres peó · b5 negres dama · g5 blanques alfil · h5 blanques dama · b4 blanques peó · d4 blanques peó · e3 blanques cavall · g3 blanques torre · a2 blanques peó · f2 blanques peó · g2 blanques peó · h2 blanques peó · e1 blanques torre · g1 blanques rei | a8 negres torre · e8 negres torre · f8 negres cavall · g8 negres rei · a7 negres peó · b7 negres alfil · f7 negres peó · g7 negres peó · d6 negres peó · e6 negres peó · h6 negres peó · b5 negres dama · g5 blanques alfil · h5 blanques dama · b4 blanques peó · d4 blanques peó · e3 blanques cavall · g3 blanques torre · a2 blanques peó · f2 blanques peó · g2 blanques peó · h2 blanques peó · e1 blanques torre · g1 blanques rei | a8 negres torre · e8 negres torre · f8 negres cavall · g8 negres rei · a7 negres peó · b7 negres alfil · f7 negres peó · g7 negres peó · d6 negres peó · e6 negres peó · h6 negres peó · b5 negres dama · g5 blanques alfil · h5 blanques dama · b4 blanques peó · d4 blanques peó · e3 blanques cavall · g3 blanques torre · a2 blanques peó · f2 blanques peó · g2 blanques peó · h2 blanques peó · e1 blanques torre · g1 blanques rei | a8 negres torre · e8 negres torre · f8 negres cavall · g8 negres rei · a7 negres peó · b7 negres alfil · f7 negres peó · g7 negres peó · d6 negres peó · e6 negres peó · h6 negres peó · b5 negres dama · g5 blanques alfil · h5 blanques dama · b4 blanques peó · d4 blanques peó · e3 blanques cavall · g3 blanques torre · a2 blanques peó · f2 blanques peó · g2 blanques peó · h2 blanques peó · e1 blanques torre · g1 blanques rei | 1 |
|   | a | b | c | d | e | f | g | h |   |

El molí consisteix en una acció combinada d'alfil i torre sobre el rei contrari. Actualment s'utilitza com a exemple en diversos llibres de text d'escacs.
- Blanques: Carlos Torre Repetto, Mèxic
- Negres: Emanuel Lasker, Alemanya
- Any: 1925
- Lloc: Moscou, Unió Soviètica

1.d4 Cf6 2.Cf3 e6 3.Ag5 c5 4.e3 cxd4 5.exd4 Ae7 6.Cbd2 d6 7.c3 Cbd7 8.Ad3 b6 9.Cc4 Ab7 10.De2 Dc7 
11.O-O O-O 12.Tfe1 Tfe8 13.Tad1 Cf8 14.Ac1 Cd5 15.Cg5 b5 16.Ca3 b4 17.cxb4 Cxb4 
18.Dh5 Axg5 19.Axg5 Cxd3 20.Txd3 Da5 21.b4! Df5 22.Tg3 h6 23.Cc4 Dd5 24.Ce3 Db5
25.Af6 Dxh5 26.Txg7+ Rh8 27.Txf7+ Rg8 28.Tg7+ Rh8 29.Txb7+ Rg8 30.Tg7+ Rh8 31.Tg5+ Rh7 
32.Txh5 Rg6 33.Th3 Rxf6 34.Txh6+ Rg5 35.Th3 Teb8 36.Tg3+ Rf6 37.Tf3+ Rg6 38.a3 a5 39.bxa5 Txa5 
40.Cc4 Td5 41.Tf4 Cd7 42.Txe6+ Rg5 43.g3... Lasker abandona
No obstant això, Torre va donar una opinió molt poc convencional d'aquesta partida: «No la considero pas una bona partida, tots dos vam cometre errors; aquesta va ser una de les meves pitjors partides i també la pitjor de Lasker».